# Coppa dei Campioni 1965-1966 (pallamano maschile)
La Coppa dei Campioni 1965-1966 è stata la 7ª edizione della massima competizione europea di pallamano riservata alle squadre di club. Il torneo ha avuto inizio il 31 ottobre 1965 e si è concluso il 22 aprile 1966. Il titolo è stato conquistato dai tedesco orientali del Lipsia per la prima volta nella loro storia sconfiggendo in finale gli ungheresi della Honvéd.

## Risultati

### Primo turno
| Squadra 1    | Totale  | Squadra 2          | Andata  | Ritorno |
| ------------ | ------- | ------------------ | ------- | ------- |
| Honvéd       | 52 - 31 | Dimitrov Sofia     | 32 - 15 | 20 - 16 |
| Operatie '55 | 36 - 32 | Porto              | 19 - 10 | 17 - 22 |
| Rapid        | 16 - 10 | Royal Olympic Club | 16 - 10 | n.d.    |

### Ottavi di finale
| Squadra 1            | Totale  | Squadra 2         | Andata  | Ritorno |
| -------------------- | ------- | ----------------- | ------- | ------- |
| Atlético Madrid      | 31 - 45 | Honvéd            | 16 - 17 | 15 - 28 |
| Dudelange            | 32 - 65 | Lipsia            | 23 - 38 | 9 - 27  |
| Frisch Auf Göppingen | 17 - 32 | Dukla Praga       | 7 - 11  | 10 - 21 |
| Hafnarfjörður        | 35 - 28 | Fredensborg       | 19 - 15 | 16 - 13 |
| GC Amicitia Zurigo   | 35 - 23 | Rapid             | 20 - 12 | 15 - 11 |
| Redbergslids         | 41 - 35 | Operatie '55      | 20 - 14 | 21 - 21 |
| RK Zagabria          | 47 - 31 | Stade Marseillais | 30 - 16 | 17 - 15 |
| Śląsk Wrocław        | 38 - 41 | Aarhus KFUM       | 20 - 14 | 18 - 27 |

### Quarti di finale
| Squadra 1     | Totale  | Squadra 2          | Andata  | Ritorno |
| ------------- | ------- | ------------------ | ------- | ------- |
| Aarhus KFUM   | 50 - 34 | Redbergslids       | 24 - 18 | 26 - 16 |
| Hafnarfjörður | 31 - 43 | Dukla Praga        | 15 - 20 | 16 - 23 |
| Honvéd        | 44 - 28 | GC Amicitia Zurigo | 22 - 15 | 22 - 13 |
| RK Zagabria   | 29 - 35 | Lipsia             | 14 - 18 | 15 - 17 |

### Semifinali
| Squadra 1 | Totale  | Squadra 2   | Andata  | Ritorno |
| --------- | ------- | ----------- | ------- | ------- |
| Honvéd    | 41 - 37 | Aarhus KFUM | 25 - 12 | 16 - 25 |
| Lipsia    | 28 - 22 | Dukla Praga | 15 - 10 | 13 - 12 |

### Finale
| Parigi 22 aprile 1966 | Honvéd | 14 – 16 | Lipsia |  |